# Versorgungsfall
Von Versorgungsfall spricht man in der betrieblichen Altersversorgung dann, wenn gemäß der Zusage auf Leistungen der betrieblichen Altersversorgung Leistungen zu erbringen sind. Es kann sich dabei um Alters-, Hinterbliebenen- oder Invalidenrente handeln. 
Altersrente wird gewährt, wenn das in der Versorgungsordnung festgelegte Alter (meist 65. Lebensjahr, grundsätzlich mind. das 60. Lebensjahr) erreicht wird. 
Hinterbliebenenrente wird gewährt, wenn der Versorgungsberechtigte stirbt. 
Invalidenrente wird gewährt, wenn Invalidität, Berufsunfähigkeit oder Erwerbsunfähigkeit eintritt (je nach Versorgungsordnung). 
Ob und wann ein Versorgungsfall eintritt, richtet sich nach der Versorgungsordnung bzw. der Zusage.
In der Politik spricht man von einem „Versorgungsfall,“ wenn ein notleidender Parteifreund einen gut bezahlten Posten erhält.